# Julieta (film)
Julieta è un film del 2016 diretto da Pedro Almodóvar e prodotto dalla Warner Bros. Il soggetto trae spunto dai tre racconti Fatalità, Fra poco e Silenzio di Alice Munro, inclusi nella raccolta In fuga (2004).

## Trama
Julieta sta per partire per il Portogallo con Lorenzo, il suo attuale compagno, quando incontra per strada Beatriz, una vecchia amica di sua figlia Antía, della quale non ha notizie da quando quest'ultima ha compiuto 18 anni. Beatriz non era al corrente di questo allontanamento e le racconta di un loro recente incontro sul lago di Como, dicendole che nel frattempo Antía è diventata madre di tre figli. Avere dopo tanto tempo notizie della figlia perduta fa ripiombare Julieta in una depressione che aveva appena iniziato a superare. Annulla la partenza, abbandona lo sgomento Lorenzo e inizia a scrivere su un quaderno tutto ciò che non è mai riuscita a raccontare ad Antía.
Attraverso i suoi ricordi, che man mano prendono forma, la protagonista inizia a descrivere l'incontro casuale su un treno con l'affascinante pescatore Xoan, con cui vive una notte di passione a seguito della quale i due giovani tornano alle rispettive vite. Dopo alcuni mesi, Julieta riceve una sua lettera appassionata e decide di raggiungerlo, dando il via agli eventi che portano alla nascita e alla crescita della loro figlia, Antía. La tragica morte del pescatore, avvenuta durante una notte di tempesta immediatamente successiva a un litigio della coppia, segnerà drammaticamente la vita delle due donne.
Almodóvar indaga il conflittuale rapporto tra una madre e una figlia, fra i sensi di colpa di una e i cambiamenti dell'altra, nascosti in anni di sofferenze nei quali Julieta non è mai riuscita ad essere la madre di cui Antía avrebbe avuto bisogno. Da parte sua, quest'ultima rimprovera alla madre il fatto di essere una delle cause che hanno portato il padre alla morte. L'evolversi della storia unirà le due donne nello stesso tragico destino, accomunate da un fato funesto che sembra tramandarsi beffardamente di madre in figlia.

## Produzione
Pedro Almodóvar ha annunciato la lavorazione del film nel gennaio 2015, intitolandolo inizialmente Silenzio (Silencio) e dicendo a tal proposito: «si chiama Silenzio perché questo è l'elemento principale che guida le peggiori cose che accadono alla protagonista femminile». L'intenzione del regista era di ritornare al suo "cinema delle donne".
Inizialmente il regista aveva pensato di realizzare per la sua prima volta un film in lingua inglese, girandolo a New York e con protagonista Meryl Streep, che da sola avrebbe interpretato il ruolo di Julieta, senza quindi ricorrere a due diverse attrici per la gioventù e per l'età matura della protagonista. Alla fine però ha prevalso l'insicurezza di Almodóvar riguardo alla lingua straniera, e il regista ha preferito adattare il soggetto ispirato dalla Munro alla lingua e cultura spagnola.
Le riprese del film, che ha avuto un budget di 1.350.000 euro, sono cominciate nel maggio 2015 e si sono concluse tre mesi dopo.

## Distribuzione
Nel mese di giugno la Sony Pictures Classics ha annunciato l'acquisto dei diritti per la distribuzione negli Stati Uniti d'America. La pellicola è stata dapprima presentata in concorso al Festival di Cannes 2016, candidata alla Palma d'oro, per poi venire distribuita in Spagna a partire dall'8 aprile 2016 e in Italia a partire dal 26 maggio 2016.

## Riconoscimenti
- 2016 - Festival di Cannes
  - Candidatura per la Palma d'oro
- 2016 - European Film Awards
  - Candidatura a Miglior film

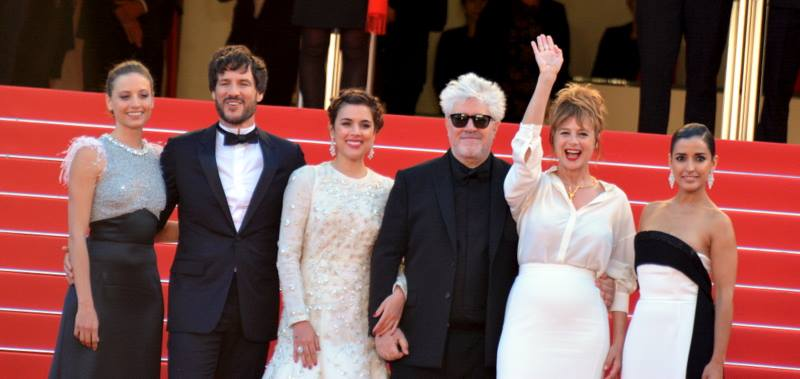
Regista e interpreti alla presentazione del film al Festival di Cannes

  - Candidatura a Miglior regista a Pedro Almodóvar
  - Candidatura a Miglior attrice a Emma Suárez e Adriana Ugarte
- 2017 - Premio Goya
  - Migliore attrice protagonista a Emma Suárez
  - Candidatura a Miglior film
  - Candidatura a Miglior regista a Pedro Almodóvar
  - Candidatura a Miglior sceneggiatura non originale a Pedro Almodóvar
  - Candidatura a Miglior colonna sonora a Alberto Iglesias
  - Candidatura a Miglior trucco e acconciatura a Ana López-Puigcerver, Sergio Perez Berbel e David Martí
  - Candidatura a Migliori effetti speciali a Kings Abbots e Eduardo Diaz
- 2016 - National Board of Review Awards
  - Migliori cinque film stranieri
- 2017 - British Academy Film Award
  - Candidatura a Miglior film straniero (Spagna)